# Arthrostylidium ecuadorense
Arthrostylidium ecuadorense är en gräsart som beskrevs av Emmet J. Judziewicz och Lynn G. Clark. Arthrostylidium ecuadorense ingår i släktet Arthrostylidium och familjen gräs. Inga underarter finns listade i Catalogue of Life.